# Fabio Nannarelli
Fabio Nannarelli, född den 25 oktober 1825 i Rom, död där den 29 maj 1894, var en italiensk skald.
Nannarelli blev professor i estetik och italiensk litteratur i Milano 1860 och i Rom 1870. Han vidmakthöll den romerska skaldeskolans klassiska traditioner. Av hans verk kunna nämnas Poesie (1853), Nuove poesie (1856), visionen Dante e Beatrice (1865), Nuove liriche (1881) med fler. Han utgav även diktalster samt åtskilliga skrifter i litteraturhistoria.